# Петър Ораховац
Петър Петров Ораховац (на сръбски: Петар Ораховац) е лекар и обществен деец от черногорски произход, един от организаторите на здравното дело в България. Баща е на академик, професор, доктор Димитър Ораховац.

## Биография
Петър Ораховац е роден на 30 януари 1857 година в Орахово, Черна гора. Следва право в Русия. През 1875 г. прекъсва обучението си и се включва във въстанието в Босна и Херцеговина през 1875–1878 г. Участва в Сръбско-турската война (1876). След войната се завръща в Русия и завършва медицина в Москва.
Установява се в България през 1884 г. и работи като околийски лекар в Кула, Ловеч, Видин и окръжен лекар в Ловеч и София. Назначен е за директор на Софийската общинска санитарна служба (1898), а през 1901–1902 г. за директор на Държавна санитарна инспекция (1901-1902). След това преминава на свободна практика.
Петър Ораховац е сред създателите и ръководителите на Български лекарски съюз. През 1909–1910 г. е избран за член и председател на Върховния медицински съвет. От 1895 г. ръководи първото училище за милосърдни сестри в България, а от 1900 г. е първият управител на болница „Червен кръст“ (предшественик на болница „Николай Пирогов“). По време на управлението му започва използването на първите линейки за бърза помощ. Участва в редактирането на списанията „Медицина“, „Български лекар“ и „Медицински напредък“. Автор е на редица трудове, посветени на санитарното дело:
- Санитарната организация и санитарното състояние на София
- Поглед върху нашите санитарни наредби
- Санитарната служба в София през войните 1912 – 1913 г. и др.

Деен член на Демократическата партия. От 1910 до 1914 г. е народен представител. Председател на XIV обикновено народно събрание (1910 – 1911). Като общественик полага големи грижи за развитието на здравеопазването в България. Автор е на:
- Законопроект за народното здраве, който предвижда разширяване на участъковия принцип и подобряване на санитарния надзор (1901).
- Проект за изменение на Закона за опазване на общественото здраве (1903).
- По негово настояване е гласувано увеличение на санитарния бюджет с 25% и отпускане на кредит за построяване на 35 нови болници.
- Изработва правилник за работа на болничните колегиуми и въвежда двустепенното обслужване на болните в стационарите.